# Oriximiná
Oriximiná este un oraș în Pará (PA), Brazilia.
1. ↑   https://data.iana.org/time-zones/tzdb-2021e/southamerica Lipsește sau este vid: |title= (ajutor)